# Nevinný výlet
Nevinný výlet (v anglickém originále How Lisa Got Her Marge Back) je 18. díl 27. řady (celkem 592.) amerického animovaného seriálu Simpsonovi. Scénář napsal Jeff Martin a díl režíroval Bob Anderson. V USA měl premiéru dne 10. dubna 2016 na stanici Fox Broadcasting Company a v Česku byl poprvé vysílán 28. září 2016 na stanici Prima Cool.

## Děj
Bart si koupí jednodolarovku na provázku, s níž provádí žertíky, nikoho však nenachytá. U snídaně se Líza snaží ukázat Homerovi a Marge své nové sólo na saxofon, ale Homer odejde do práce a Marge se 12minutovou Lízinou hrou unaví. Později se téhož dne pokusí zahrát rodičům znovu, ale odejde do ložnice, kde se Marge přizná Homerovi, že nesnáší jazz, i když ho Líza hraje. Líza její přiznání uslyší a postaví se matce, vyhýbá se jejímu objetí a osloví ji Marjorie.
Marge se rozhodne vzít Lízu na výlet do Capital City, aby ji rozveselila. Marginy pokusy o sblížení s Lízou ji však ještě víc rozčilují, a to až do té míry, že přestane nosit svůj perlový náhrdelník. V posledním pokusu o uklidnění Lízy ji Marge vezme na muzikál Bad News Bears. Na představení si Líza uvědomí, že její máma má úplně jiný vkus než ona, a rozhodne se, že bude jen předstírat, že se jí muzikál líbí, stejně jako to udělala Marge u jejího sóla. U východu se Marge seznámí s hvězdou představení Andrewem Rannellsem a pozve ho k nim na večeři.
Mezitím ve Springfieldu Homer předá Bartovi zodpovědnost za Maggie, zatímco jsou Marge s Lízou venku. Bart si brzy uvědomí, že hrát si s Maggie je zábava a že by mu mohla být pomocnicí při žertování. První vtípky se povedou, když Rodovi a Toddovi Flandersovým namluví, že Maggie je anděl, a dají falešnou skleněnou sochu Maggie Gilu Gundersonovi, aby si myslel, že právě upustil dítě. Při žertování s Homerem se ale vše málem pokazí, protože Maggie je převlečená za Barta a Homer ji málem uškrtí. Poté Homer požádá Barta, aby přestal Maggie používat k žertování, protože nechce, aby dopadla jako její starší bratr.
V Capital City Líza probírá Andrewovu prezentaci a říká, že na rozdíl od ní si Marge myslela, že je úžasný, a začne si stěžovat na svou rodinu, ale Andrew upozorní, že Líza ignorovala všechny Marginy pokusy o usmíření. Líza a Marge se cítí špatně a navzájem se sobě omluví. Při odchodu z restaurace trojice zahlédne saxofonistu, kterého Andrew pobídne, aby Líze dovolil zahrát si na jeho saxofon. Líza s obnoveným sebevědomím zazpívá „Don't Rain on My Parade“ a Marge jí pogratuluje k improvizovanému číslu.
Marge a Líza se později účastní prohlídky města, která ukazuje různé oblasti, kde se v Capital City staly známé zločiny, jako například obchod s alkoholem na 19. ulici, který byl epicentrem nepokojů v roce 1967, a výškovou budovu, kde byl ve vzduchu zastřelen státní senátor Wilcox. Marge a Líza jsou se svým výletem spokojené.
Před závěrečnými titulky Líza shromáždí své spolužáky v domku na stromě k improvizovanému jazzovému sezení, zatímco Homer je zobrazen, jak k obrubníku vynáší různé odpadkové koše plné pivních lahví a dědečka. Marge, jež si nejprve podupává do rytmu hudby, hodí do jedné z popelnic Maggiin saxofon na hraní.

## Přijetí
Díl dosáhl ratingu 1,2 a sledovalo ho 2,55 milionu diváků, čímž se stal druhým nejsledovanějším pořadem večera na stanici Fox.
Dennis Perkins z The A.V. Clubu udělil epizodě známku B− a uvedl: „Marge a Líza se v nejdřív pohádají. Což znamená, že se na konci epizody usmíří, a věrně nejen v módě Simpsonových, ale i většiny sitcomů, které kdy vznikly, tato hádka nijak znatelně neovlivní jejich vztah do budoucna. Vždycky jsem tvrdil, že to samo o sobě není problém – Simpsonovi mohou pokračovat tak dlouho, dokud hlasy těchto herců a velkorysost Foxu vydrží. Je to nekonečně obnovitelný zdroj, kde mohou dobří scenáristé znovu a znovu rozehrávat příběhy těchto postav – hloupé, emocionální nebo jejich kombinace. Záleží jen na tom, jak je to napsané.“.